# Брустер (Вашингтон)
Брустер (енгл. Brewster) град је у америчкој савезној држави Вашингтон. По попису становништва из 2010. у њему је живело 2.370 становника.

## Демографија
Према попису становништва из 2010. у граду је живело 2.370 становника, што је 181 (8,3%) становника више него 2000. године.
| Група             | 2000.         | 2010.         |
| Белци             | 814 (37,2%)   | 583 (24,6%)   |
| Афроамериканци    | 8 (0,4%)      | 8 (0,3%)      |
| Азијати           | 6 (0,3%)      | 4 (0,2%)      |
| Хиспаноамериканци | 1.302 (59,5%) | 1.729 (73,0%) |
| Укупно            | 2.189         | 2.370         |